# Mojka

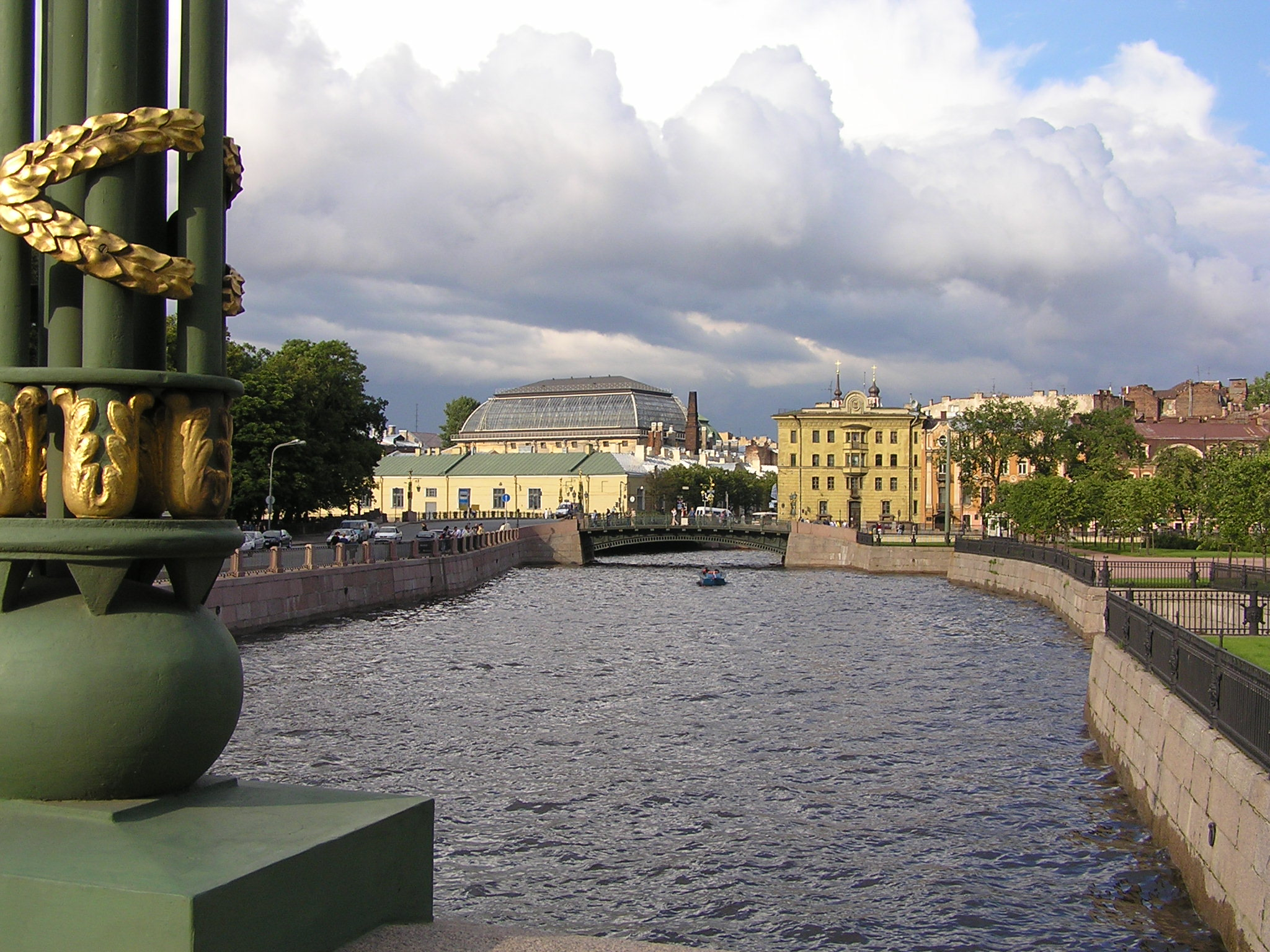
Widok na rzekę Mojka i Most Pierwszych Inżynierów

Mojka (ros. Мойка) – skanalizowana rzeka o długości 5 km i szerokości 40 m, będąca odnogą Fontanki, przepływająca przez centrum Petersburga. Początkowo znana była pod iżorską nazwą Mja oznaczającą muł, błoto.
Wypływa z rzeki Fontanka, nieopodal Ogrodu Letniego; przepływa obok Pola Marsowego, przecina Newski Prospekt i Kanał Kriukowa, aby ostatecznie zakończyć swój bieg wpadając do Newy.
W bezpośrednim sąsiedztwie rzeki znajduje się wiele ważnych zabytków architektury z XVIII wieku, m.in.: Pałac Stroganowów, gmach Sztabu Generalnego, Pałac Jusupowa, Pałac Razumowskiego, Łuk Nowej Holandii, Zamek Michajłowski oraz ostatnie miejsce zamieszkania i muzeum Aleksandra Puszkina.
W 1711 roku car Piotr I Wielki polecił umocnić brzegi rzeki. W 1715 roku Kanał Kriukowa połączył Mojkę z Fontanką, co spowodowało naturalne oczyszczenie się tej pierwszej. Postanowiono wówczas zmienić nazwę z Mja na Mojka (ta druga nazwa ma związek z pochodzi od rosyjskiego przymiotnika oznaczającego "prać").
W 1736 roku wybudowano pierwszą drewnianą kładkę. Początkowo rzekę przecinały cztery mosty: Niebieski, Zielony, Żółty oraz Czerwony. Posiadający około 97 metrów szerokości Niebieski Most, obecnie ledwie widoczny z Placu Św. Izaaka, pozostaje w dalszym ciągu najszerszym mostem w całym mieście.
Obecnie na rzece znajduje się 15 mostów. Większość z nich posiada dużą wartość historyczną i artystyczną.
- Zielony Most (ros. Зелёный мост, 1806–1808, autorstwa Williama Heste);
- Czerwony Most (ros. Красный мост, 1808–1814, autorstwa Williama Heste);
- Most Pocełujewa (ros. Поцелуев мост, 1808–1816, autorstwa Williama Heste);
- Niebieski Most (ros. Синий мост, 1818, 1842–1843, autorstwa Williama Heste i George Adama);
- Most Pocztowy (ros. Почтамтский мост, 1823–1824, autorstwa Wilhelma von Traitteur);
- Most Wielkostajenny (ros. Большой Конюшенный мост, 1828, autorstwa George Adama);
- Most Potrójny (ros. Тройной мост, 1829–1831, autorstwa George Adama i Wilhelm von Traitteur);
- Most Pierwszych Inżynierów (ros. Первый Инженерный мост, 1824–1825, autorstwa George Adama i Wilhelma von Traitteur);
- Pierwszy Most Sadowy (ros. 1-й Садовый мост, 1835–1836, autorstwa Pierre Dominique Bazaine);
- Most Piewczeskij (ros. Певческий мост, 1839–1840, autorstwa George Adama).